# Джар (стадион, Ташкент)
Стадион «Джар» (узб. «Jar» stadoni) — футбольный стадион, расположенный в столице Узбекистана Ташкенте. Является частью спортивного комплекса «Джар». Стадион принадлежит Министерству внутренних дел Республики Узбекистан. Стадион вмещает 8 тысяч 460 зрителей.
Был капитально реконструирован в 2005 году. В конце 2005 года, когда стадион «МХСК» был снесён, на стадион «Джар» временно переехал футбольный клуб «Бунёдкор» и даже после строительства своего нового стадиона «Бунёдкор» в 2013 году, клуб проводил на этом стадионе свои некоторые домашние матчи вплоть до конца 2015 года. В 2012 году во время реконструкции стадиона «Пахтакор», на этом стадионе пол сезона проводил свои домашние матчи и «Пахтакор». Кроме того на этом стадионе проводит свои некоторые матчи национальная, олимпийская, молодёжная и юношеская сборные Узбекистана. С сезона 2016 года стадион арендовал клуб — «Обод». Также на стадионе проводят свои некоторые матчи различные по возрасту женские сборные Узбекистана по футболу. Стадион «Джар» также является одной из баз национальной сборной Узбекистана и главным тренировочным стадионом для подготовок на матчи и сборы.
В 2009 году на стадионе «Джар» провёл мастер-класс известный португальский футболист Криштиану Роналду. На мастер-классе звезды мирового футбола стадион был полон до отказа.

## Галерея

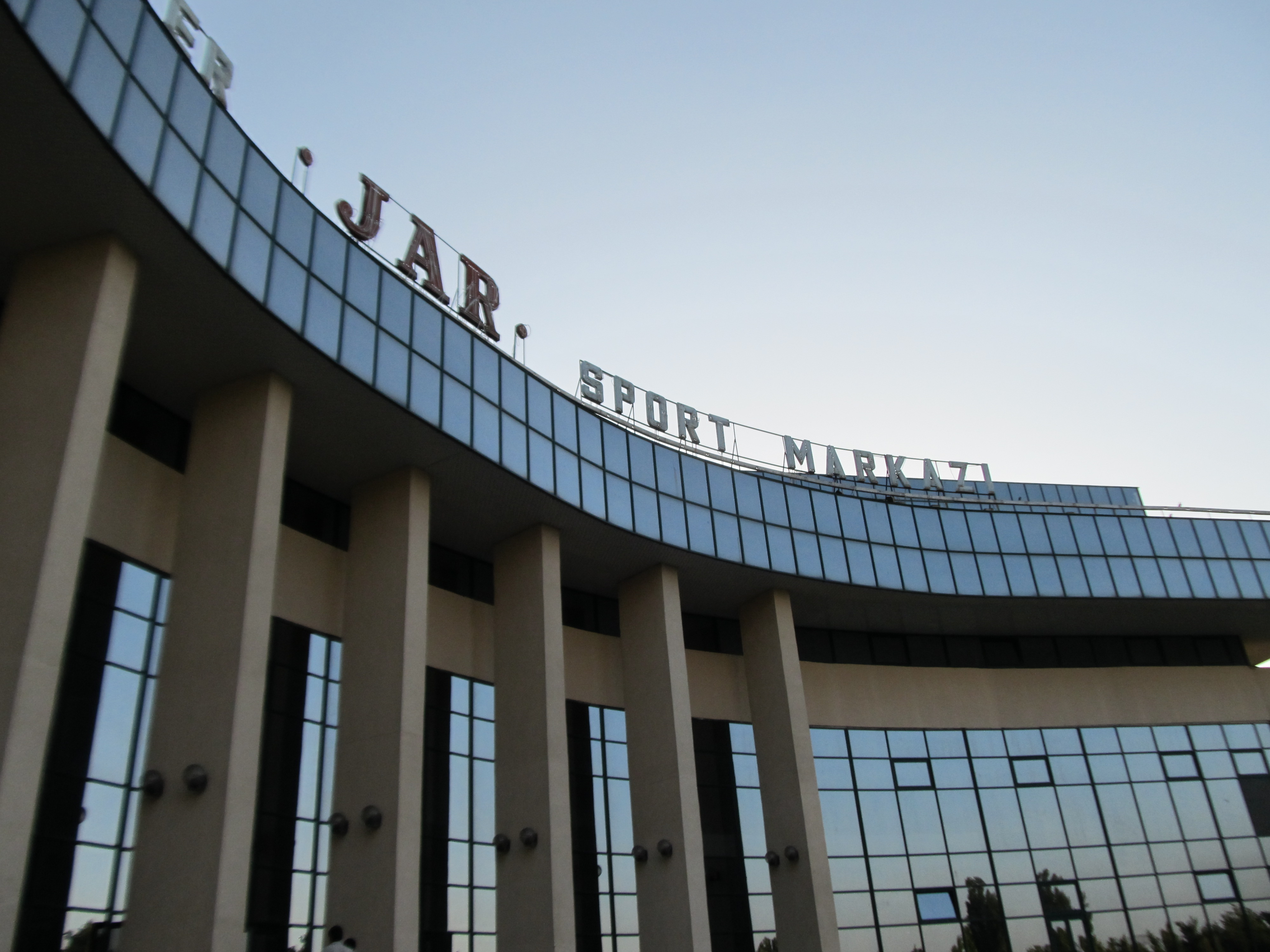
Спорткомплекс
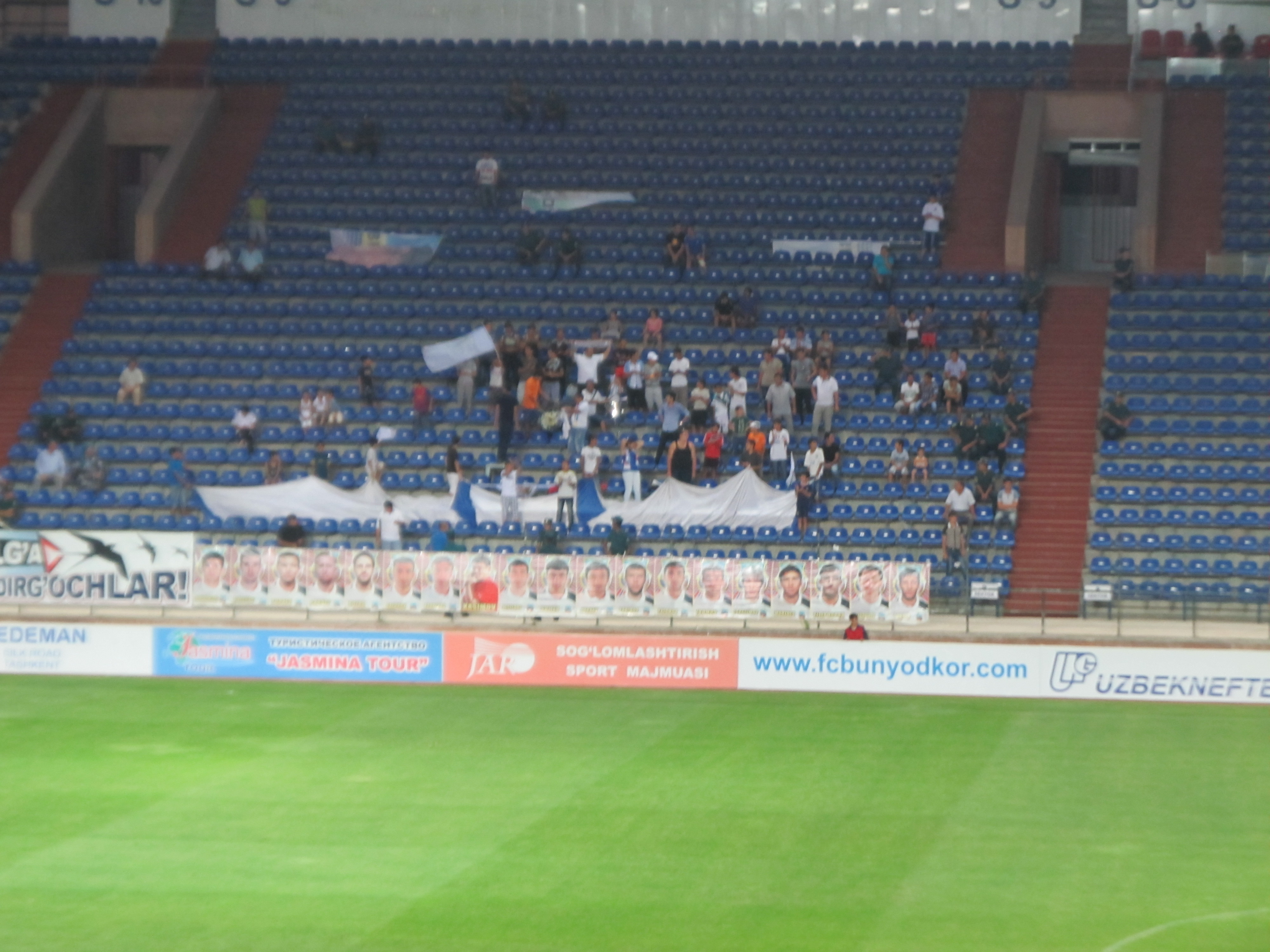
Болельщики. Матч "Бунедкор" - "Андижан" 04.08.2012
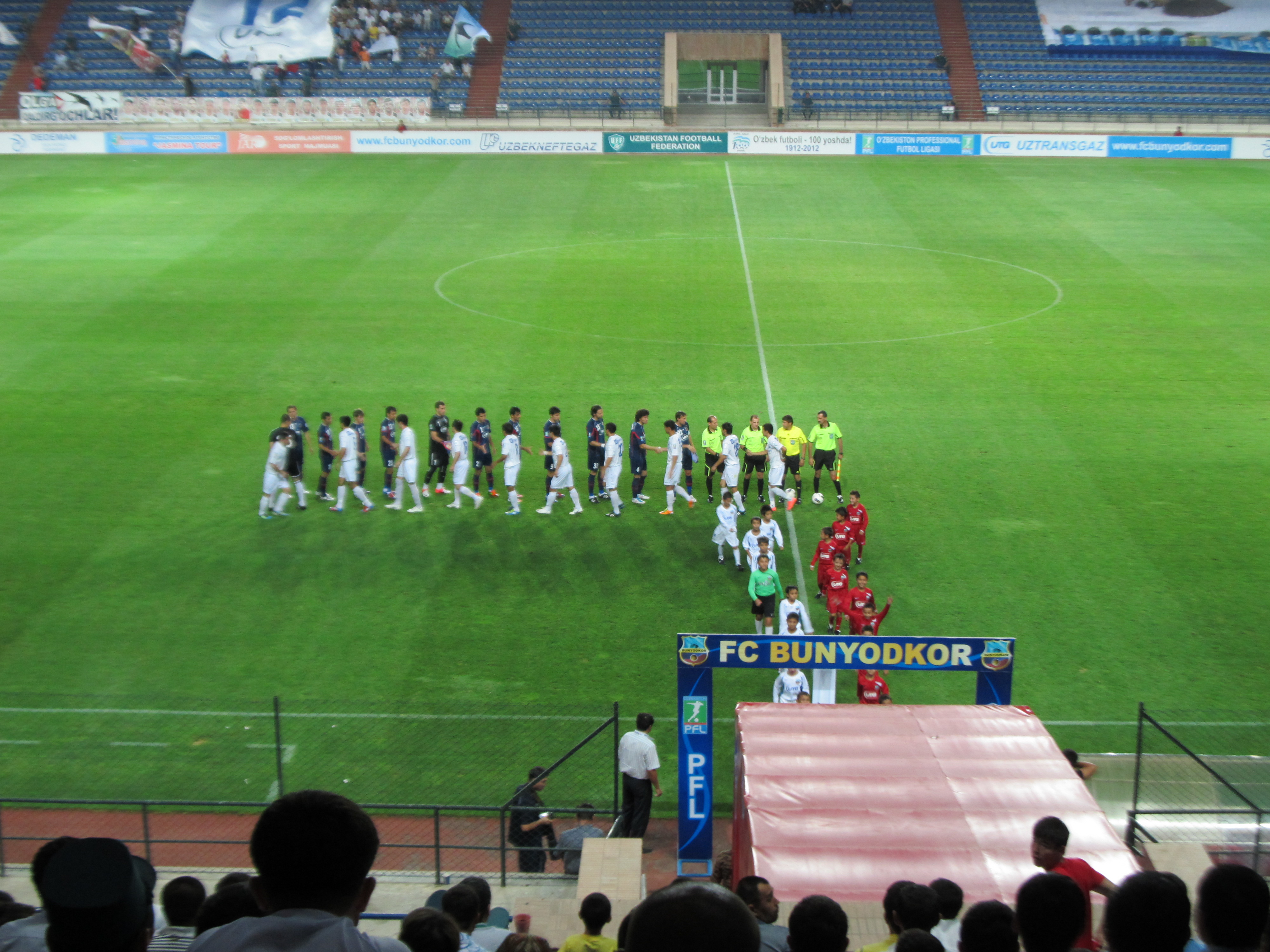
Команды. Матч "Бунедкор" - "Андижан" 04.08.2012
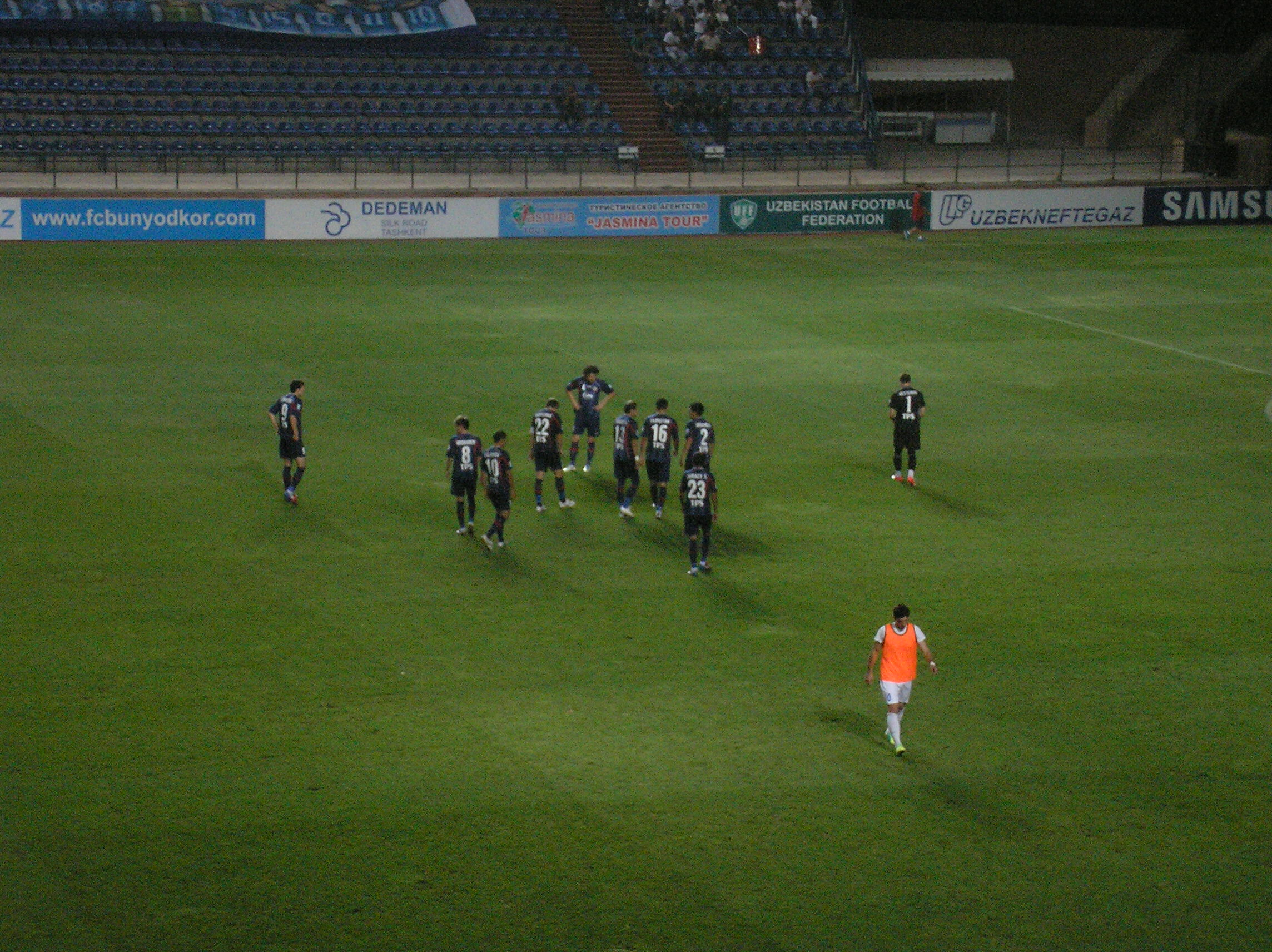
Игровой момент. Матч "Бунедкор" - "Андижан" 04.08.2012